# Epinecrophylla erythrura
El hormiguerito colirrufo (en Colombia y Ecuador) (Epinecrophylla erythrura), también denominado hormiguerito de cola rufa (en Perú), es una especie de ave paseriforme de la familia Thamnophilidae perteneciente al género Epinecrophylla. Es nativo del occidente de la cuenca del Amazonas en América del Sur.

## Distribución y hábitat
Se distribuye desde el sureste de Colombia, por el este de Ecuador, hasta el sureste de Perú, y extremos oeste y centro oeste de la Amazonia brasileña.
Esta especie es considerada bastante común en sus hábitats naturales: el sotobosque y el estrato medio de selvas húmedas tropicales y subtropicales principalmente abajo de los 800 m s. n. m. de altitud.

## Sistemática

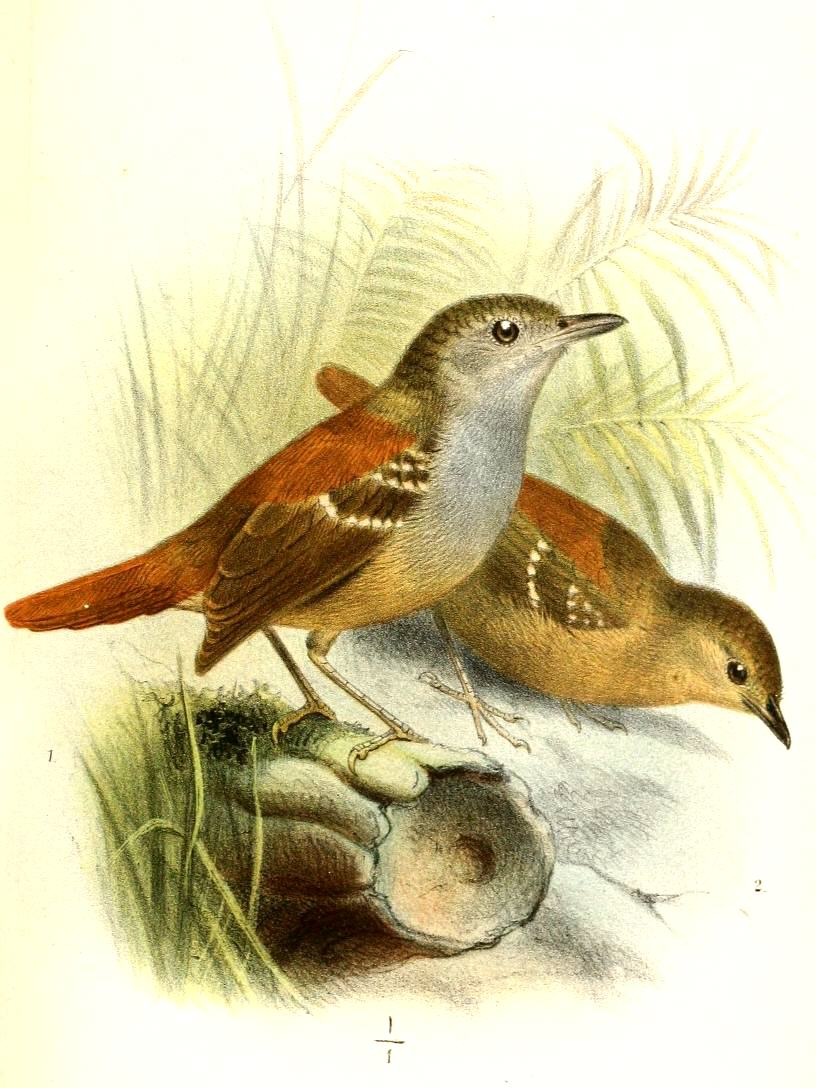
Myrmotherula erythrura), ilustración de Smit, para Catalogue of the birds in the British Museum, 1890.

### Descripción original
La especie E. erythrura fue descrita por primera vez por el ornitólogo británico Philip Lutley Sclater en 1890 bajo el nombre científico Myrmotherula erythrura; la localidad tipo es «Río Napo, Ecuador».

### Etimología
El nombre genérico femenino «Epinecrophylla» se compone de las palabras del griego «epi» que significa ‘sobre’, «nekros» que significa ‘muerto’, y «phullon» que significa ‘hoja’; significando «sobre hojas muertas», reflejando la fuerte predilección de las especies de este género por buscar insectos en hojas muertas colgantes; y el nombre de la especie «erythrura», se compone de las palabras del griego «eruthros» que significa ‘rojo’, y «ouros» que significa ‘de cola’.

### Taxonomía
Diversos autores sugirieron que el género Myrmotherula no era monofilético, uno de los grupos que fueron identificados como diferente del Myrmotherula verdadero fue el grupo de garganta punteada o haematonota, cuyos miembros comparten similitudes de plumaje, de hábitos de alimentación y de vocalización. Finalmente, análisis filogenéticos de la familia conducidos por Isler et al. (2006), incluyendo seis especies del grupo haematonota y más doce de Myrmotherula, encontraron que los dos grupos no estaban hermanados. Para aquel grupo fue descrito el género Epinecrophylla. La separación en el nuevo género fue aprobada por la Propuesta N° 275 al Comité de Clasificación de Sudamérica (SACC) en mayo de 2007.

### Subespecies
Según las clasificaciones del Congreso Ornitológico Internacional (IOC) y Clements Checklist/eBird, se reconocen dos subespecies, con su correspondiente distribución geográfica:
- Epinecrophylla erythrura erythrura (P.L. Sclater, 1890) – sureste de Colombia (Meta hacia el este hasta Vaupés y hacia el sur hasta Putumayo), este de Ecuador, noreste de Perú (al norte de los ríos Marañon y Amazonas) y extremo noroeste de Brasil margen oeste del alto río Negro).
- Epinecrophylla erythrura septentrionalis (J.T. Zimmer, 1932) – este de Perú (á lo largo de la base de los Andes al sur del Marañón hacia el sur hasta Puno) y centro oeste de la Amazonia brasileña (registros escasos en Amazonas al sur del río Solimões, al este hasta Tefé y el medio río Juruá).